# Percilia gillissi
Percilia gillissi är en fiskart som beskrevs av Girard, 1855. Percilia gillissi ingår i släktet Percilia och familjen Perciliidae. IUCN kategoriserar arten globalt som otillräckligt studerad. Inga underarter finns listade i Catalogue of Life.